# Dree Hemingway
Dree Hemingway (Sun Valley (Idaho), 4 december 1987) is een Amerikaans model en actrice. Ze liep modeshows voor onder meer Givenchy, Paco Rabanne, Karl Lagerfeld en Chanel en verscheen op de omslag van Vogue, Playboy en Harper's Bazaar.

## Biografie
Hemingway is de dochter van actrice Mariel Hemingway en kleindochter van Jack Hemingway. Haar tante was Margaux Hemingway. Haar overgrootvader was de bekende schrijver Ernest Hemingway. Ze begon haar carrière als model op 21-jarige leeftijd. In 2010 werd ze het gezicht van de campagne van Gianfranco Ferré.
Sinds 2012 acteert Hemingway ook. Zo had ze een kleine rol in While We're Young uit 2014 en Wanderland uit 2018. In 2016 was ze het eerste model op de omslag van Playboy dat niet naakt voor Playboy poseerde.
- International Standard Name Identifier: 0000 0004 0866 9497
- Library of Congress Control Number: no2013060771
- Virtual International Authority File: 301396141
- WorldCat: E39PBJgxrB8GDwtTc7ycP7fKBP